# Limnophyes nigripes
Limnophyes nigripes är en tvåvingeart som beskrevs av Chaudhuri 1987. Limnophyes nigripes ingår i släktet Limnophyes och familjen fjädermyggor. Inga underarter finns listade i Catalogue of Life.